# Frans Huss
Frans Fabian Huss, född 16 september 1819 i Torp, Västernorrlands län, död 28 augusti 1891 i Stockholm, var en svensk jurist och ämbetsman. Han var bror till Magnus Huss och farfars bror till Elof Huss.
Huss blev student vid Uppsala universitet 1836, filosofie kandidat 1840, filosofie magister 1842 och juris utriusque kandidat 1845. Han blev auskultant i Svea hovrätt sistnämnda år, extra ordinarie notarie samma år, vice notarie 1848, extra ordinarie fiskal samma år, vice häradshövding 1849 och adjungerad ledamot av Svea hovrätt första gången 1852. Huss blev fiskal i hovrätten samma år och assessor 1855. Efter att ha varit tillförordnad revisionssekreterare blev han ordinarie revisionssekreterare 1860.
Huss var expeditionschef i justitiestatsexpeditionen 1866–1867, blev justitieombudsmannens suppleant 1867 och justitiekansler samma år, vilket han var till 1869. Han blev tillförordnad president i Göta hovrätt sistnämnda år och justitieråd samma år, vilket han var till 1889 då han beviljades avsked.
Huss blev riddare av Nordstjärneorden 1863, kommendör (av första klassen) av samma orden 1873 och kommendör med stora korset 1881. Han förblev ogift. Huss är gravsatt på Norra begravningsplatsen utanför Stockholm.